# Yphthimoides caliginosa
Yphthimoides caliginosa är en fjärilsart som beskrevs av De Lesse 1967. Yphthimoides caliginosa ingår i släktet Yphthimoides och familjen praktfjärilar. Inga underarter finns listade i Catalogue of Life.